# قيصر يجب أن يموت (فلم)
قيصر يجب أن يموت (بالإيطالية: Cesarean Deve Norite) هو فيلم إيطالي صدر في 2012، من نوع دراما من إخراج الإخوة تافياني وبطولة كل من سالفادور ستريانو، كوزيمو ريغا، غيوفاني أركوري وأنتونيو فراسكا. الفيلم إشترك في الدورة الثانية والستون من مهرجان برلين السينمائي الدولي، حيث فاز بجائزة الدب الذهبي. الفيلم مقتبس من مسرحية مسرحية يوليوس قيصر.

## روابط خارجية
مقالات تستعمل روابط فنية بلا صلة مع ويكي بيانات